# Bahia-Riesenvogelspinne
Die Bahia-Riesenvogelspinne (Lasiodora klugi) ist eine Webspinne aus der Familie der Vogelspinnen (Theraphosidae). Die teils nomadisch lebende Art kommt in Brasilien vor.
Die englische Trivialbezeichnung der Bahia-Riesenvogelspinne lautet Bahia Scarlet Birdeater (übersetzt etwa „Scharlachroter Bahia-Vogelfresser“).

## Merkmale

Präpariertes Männchen im Oxford University Museum of Natural History

Die Bahia-Riesenvogelspinne ist ein recht kräftig gebauter Vertreter der Vogelspinnen und erreicht eine ungefähre Körperlänge von etwa 90 bis 100 Millimetern, sie zählt somit zu den größeren Vogelspinnen. Die Beinspannweite kann über 200 Millimeter hinausreichen. Das Prosoma (Vorderkörper) und die Extremitäten sind bräunlich bis dunkelbraun, während das Opisthosoma (Hinterleib) eine schwarze Grundfarbe besitzt. Ein Alleinstellungsmerkmal der Art ist die längliche und rötlich gefärbte Behaarung auf dem Opisthosoma. Die Art verfügt außerdem über Brennhaare und kann sich somit durch Bombardieren verteidigen.

### Ähnliche Arten

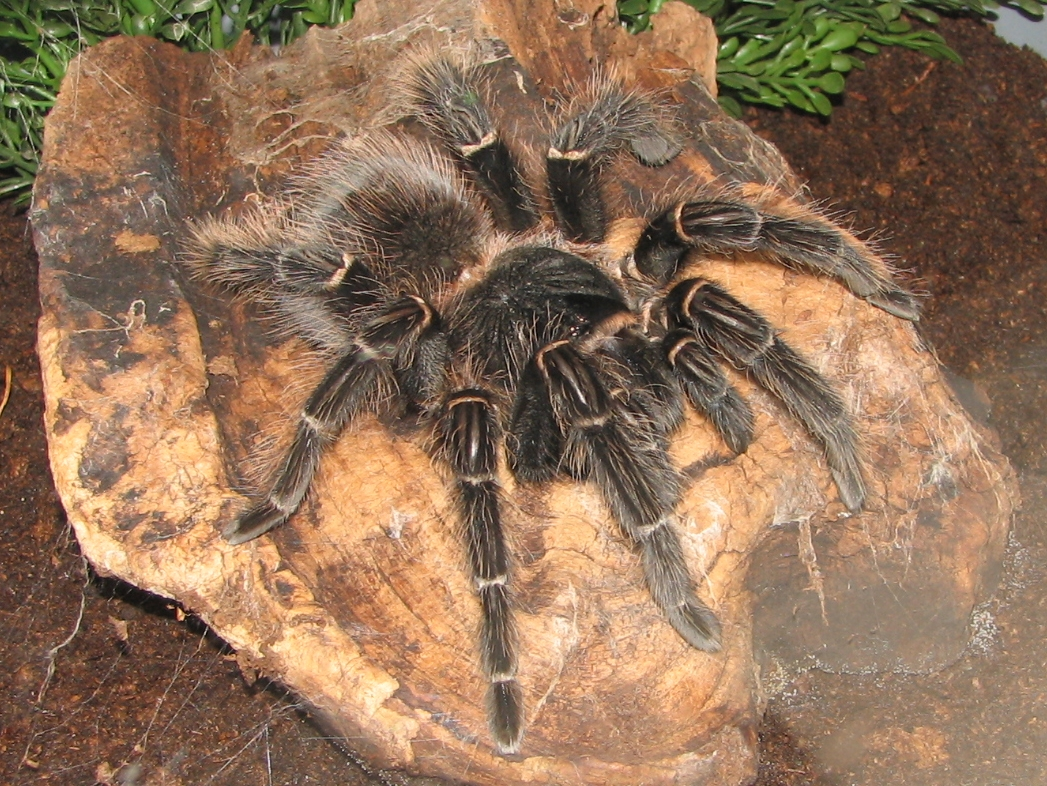
Weibchen der nah verwandten und ähnlichen Art Lasiodora parahybana

Die Bahia-Riesenvogelspinne ähnelt der nah verwandten Art Lasiodora parahybana, mit der sie sich einige Lebensräume teilt. Von dieser unterscheidet sich die Bahia-Riesenvogelspinne jedoch durch den kräftigeren Körperbau und die roten Haare auf dem Opisthosoma, die L. parahybana fehlen.

## Vorkommen

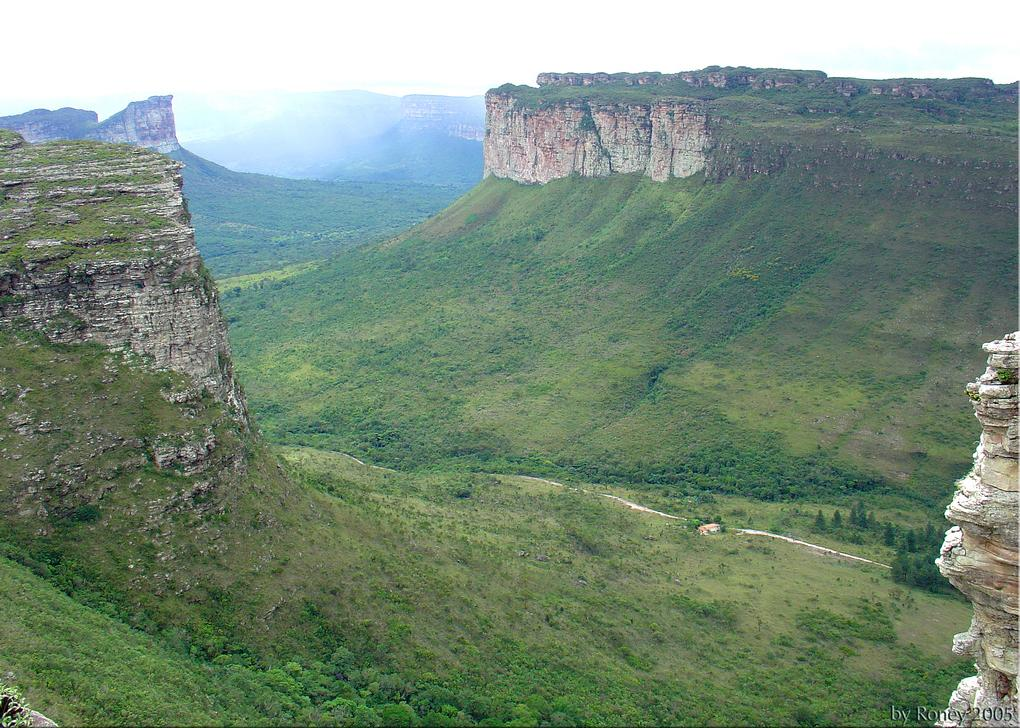
Trockenwald im Gebirge Chapada Diamantina im ostbrasilianischen Bundesstaat Bahia, einer der Lebensräume der Bahia-Riesenvogelspinne.

Die Bahia-Vogelspinne bewohnt über den namensgebenden und brasilianischen Bundesstaat Bahia hinaus auch weitere Teile des Landes. Das bevorzugte Habitat der Art sind Trockenwälder und Strauchsteppen, wo sie sich bevorzugt unter Steinen und Rindenstücken aufhält.

### Bedrohung und Schutz
Über mögliche Bestandsgefährdungen der Bahia-Riesenvogelspinne liegen keine Angaben vor. Von der IUCN wird die Art nicht erfasst.

## Lebensweise

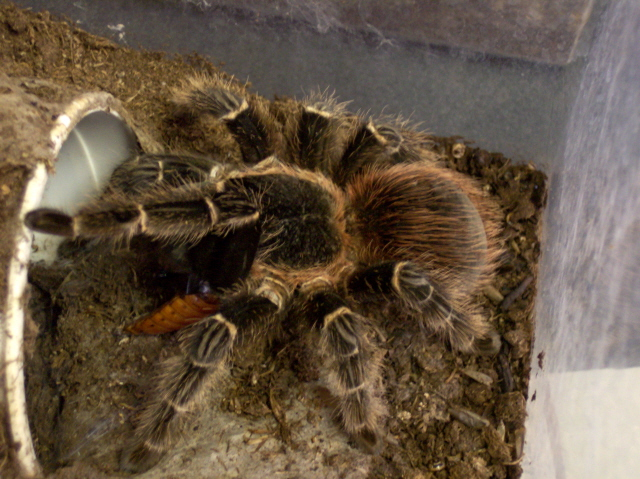
Weibchen in Gefangenschaft mit erbeuteter Schabe

Die Bahia-Riesenvogelspinne zählt zwar zu den bodenbewohnenden Vogelspinnen, klettert aber anders als viele andere mit dieser Lebensweise auch gerne in höheres Gelände. Mit anderen bodenbewohnenden Vogelspinnen teilt sie die Eigenschaft, eine Wohnröhre anzulegen. Ebenso kann es auch vorkommen, dass die nachtaktive Spinne auch am Tag passende Verstecke aufsucht und keine Wohnröhre als permanenten Aufenthaltsort anlegt. Verglichen mit anderen Arten der Familie ist die Bahia-Riesenvogelspinne deutlich aktiver und unternimmt nachts auch deutlich größere Wanderungen auf der Suche nach potentiellen Beutetieren. Die Art ist vergleichsweise aggressiv und neigt bei Störungen leicht zu einer Verteidigung mittels Bombardierung oder einem Giftbiss gegen mögliche Prädatoren (Fressfeinde), ergreift stattdessen manchmal aber auch die Flucht.

### Fortpflanzung

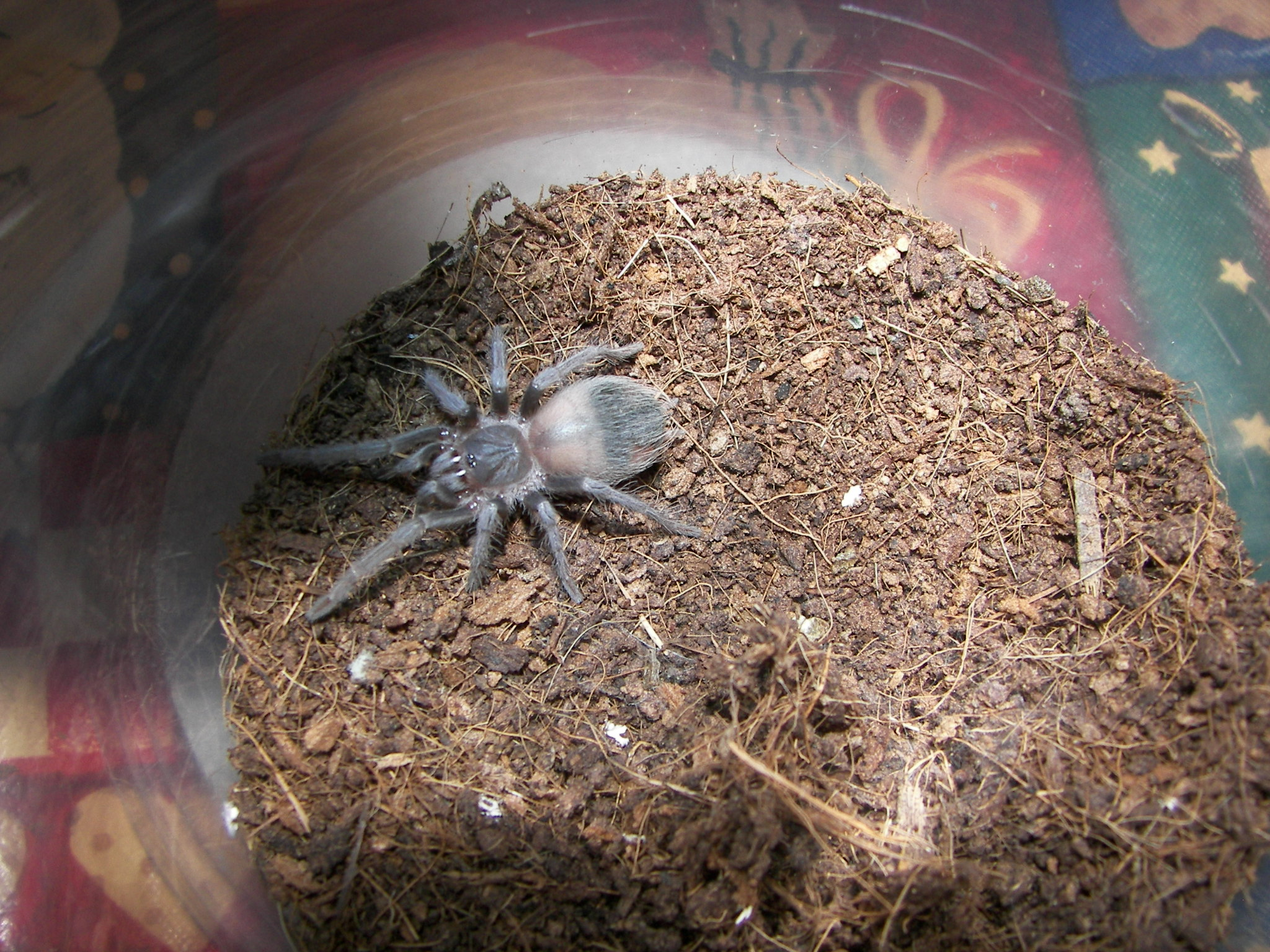
Jungtier

Das Fortpflanzungsverhalten der Bahia-Riesenvogelspinne unterscheidet sich nicht nennenswert von dem anderer Vogelspinnen und wurde bisher überwiegend in Gefangenschaft (hier besonders im Bereich der Terraristik) beobachtet. Die Paarung als solche verläuft zumeist friedlich, obgleich es wie auch bei anderen Spinnen zu Kannibalismus seitens des Weibchens gegenüber dem Männchen kommen kann. Etwa einen bis zwei Monate nach der Paarung fertigt das Weibchen einen Eikokon, der je nach Alter des Weibchens 1.000 bis 2.000 und somit vergleichsweise viel Eier enthalten kann. In Gefangenschaft schlüpfen die Jungtiere abhängig von den Haltungsparametern ca. acht Wochen nach der Kokonherstellung. Diese sind sehr gefräßig und wachsen schnell über mehrere Häutungen heran. Als Heimtiere gehaltene Exemplare der Bahia-Riesenvogelspinne können mit einer Lebensdauer von bis zu 20 Jahren als Weibchen und fünf bis sieben als Männchen vergleichsweise langlebig sein.

## Terraristik
Die Bahia-Riesenvogelspinne ist bedingt durch ihr Erscheinungsbild und ihrer für Vogelspinnen imposanten Größe ein beliebtes Heimtier in der Terraristik. Man sollte allerdings die hohe Abwehrbereitschaft, das hektische Wesen und die wanderfreudige Lebensweise der Art, wodurch ihr Terrarium vergleichsweise groß ausfallen muss, beachten. Positiv zu vermerken ist, dass die Bahia-Riesenvogelspinne als robuste Art verglichen mit anderen Vogelspinnen keine hohen Ansprüche an die Temperatur und Feuchtigkeit stellt und darüber hinaus auch am Tag recht zeigefreudig ist. Außerdem hält sie keine Winterruhe, die simuliert werden muss. Bis heute ist die Bahia-Riesenvogelspinne wenig nachgezüchtet und in der Terraristik deshalb schwierig und teuer zu erhalten. Ferner sind aus diesem Grund viele der angebotenen Exemplare aus der Natur entnommene Wildfänge.

## Systematik
Die Bahia-Riesenvogelspinne wurde 1841 von Carl Ludwig Koch als Mygale klugii beschrieben. 1850 ordnete Koch die Art in die von ihm neu aufgestellte Gattung Lasiodora ein, in der sie seitdem nahezu durchgehend geführt wird. Embrik Strand beschrieb die Art 1907 erneut unter dem Synonym Lasiodora bahiensis.

## Galerie

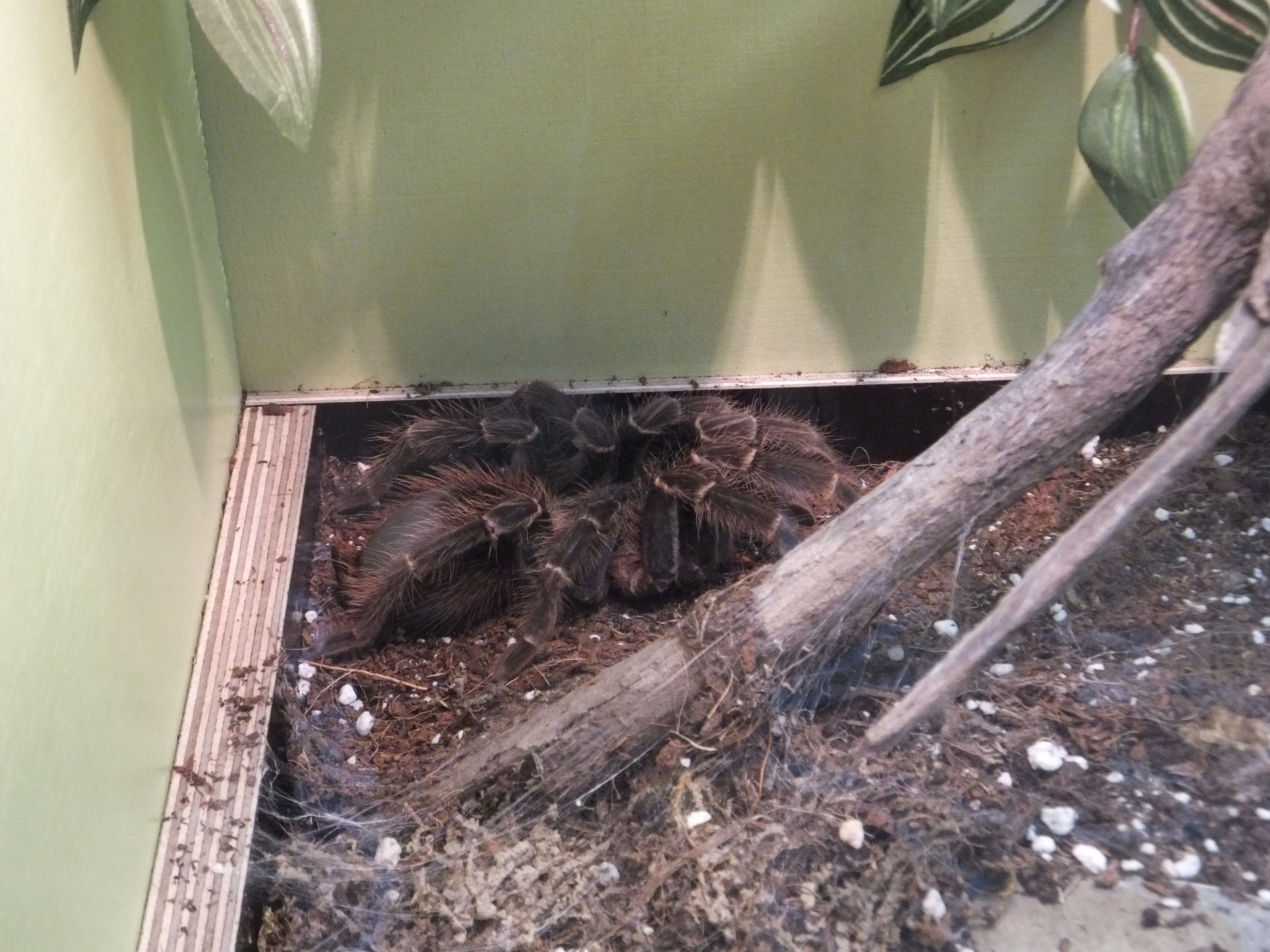
Lateralansicht eines Weibchens
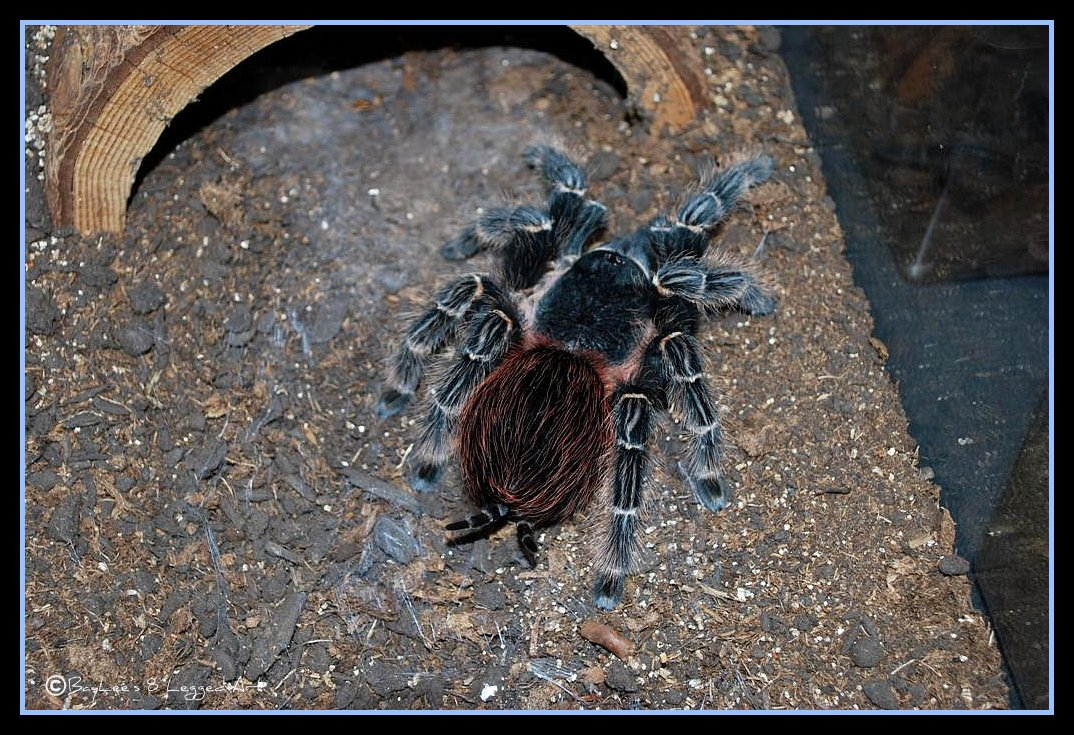
Rückansicht eines Weibchens
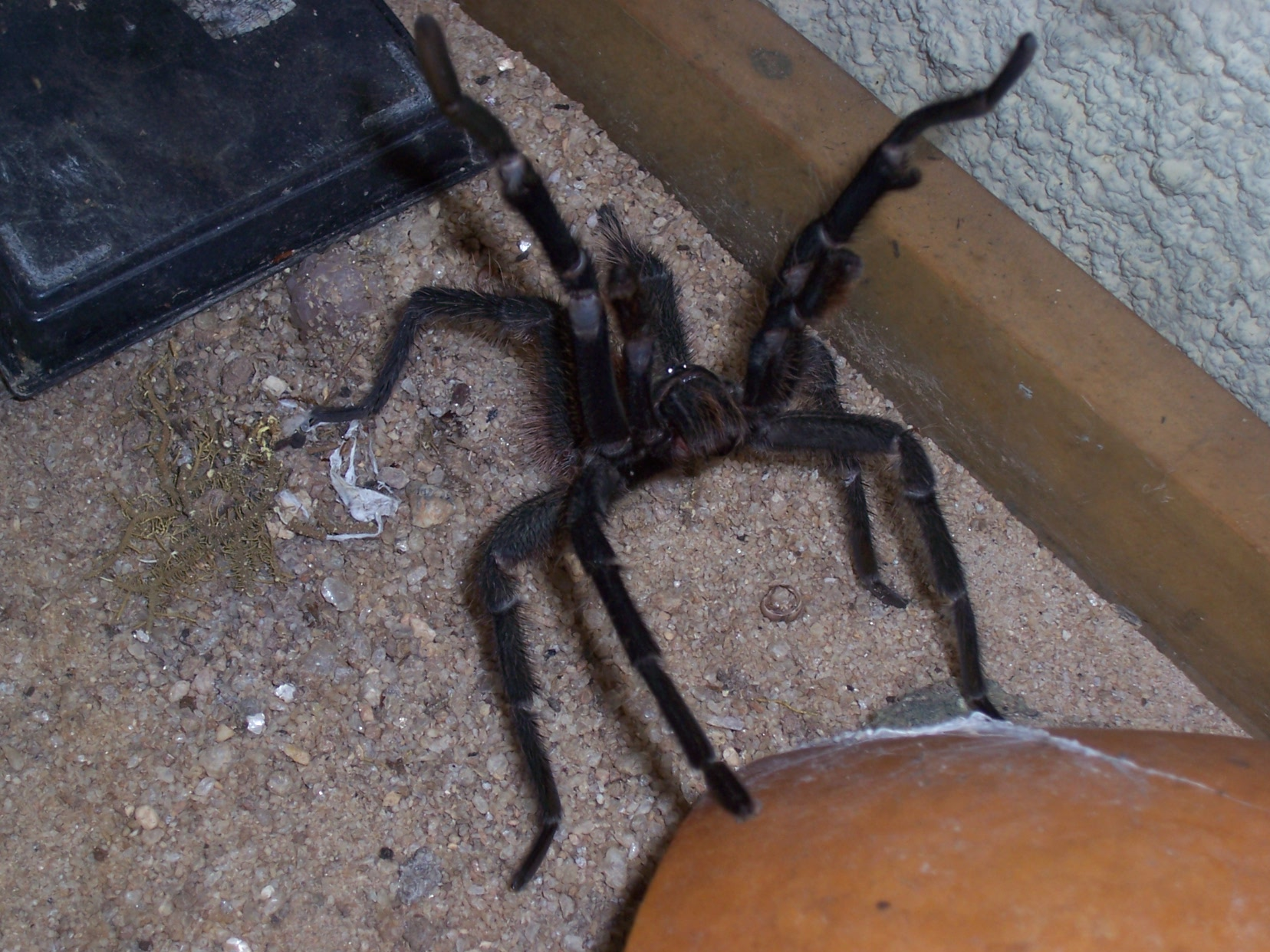
Drohgebärde eines Männchens
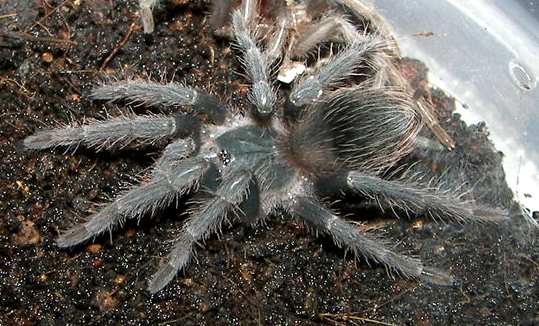
Nähere Ansicht eines Jungtiers, darüber die Exuvie einer vergangenen Häutung.